# موش‌تباران برنجی
موش‌تباران برنجی (نام علمی: Oryzomyini) نام یک تبار از زیرخانواده سینی‌دندانیان است.